# Pustiana
Pustiana – wieś w Rumunii, w okręgu Bacău, w gminie Pârjol. W 2011 roku liczyła 1454 mieszkańców.